# Maria Curcio

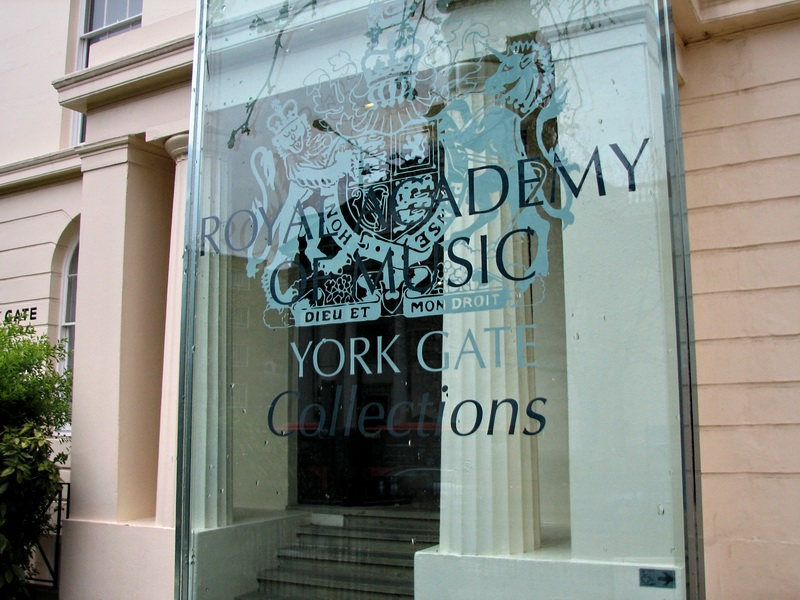
La Royal Academy of Music of London.

Maria Curcio (Nápoles, Italia, 27 de agosto de 1920-Oporto, Portugal, 30 de marzo de 2009) fue una pianista clásica italiana que se hizo una reputación de enseñante muy influyente y buscada.
Sus alumnos más ilustres son Pierre-Laurent Aimard, Martha Argerich, Evelyne Brancart, Barry Douglas, Radu Lupu, Rafael Orozco, Ignat Soljenitsyne, Geoffrey Tozer y Mitsuko Uchida.
Recibió enseñanza de Artur Schnabel y la transmitió a sus propios estudiantes.

## Biografía
Maria Curcio nació en Nápoles en 1920, de padre italiano y de madre brasileña, que fue igualmente pianista y que había estudiado con un alumno de Ferruccio Busoni.
Tocaba a la edad de tres años y con menos de siete años fue invitada a Roma para tocar ante Benito Mussolini, pero se niega a hacerlo.
Recibió la enseñanza escolar en casa con el fin de tener más tiempo para practicar su instrumento. No tuvo una niñez feliz porque no tuvo tiempo de jugar con sus amigos.
Ottorino Respighi la ha invitado en esa época a dar un recital en su casa. Fue aceptada en el conservatorio de Nápoles a la edad de nueve años, recibiendo su diploma a los 14 años.
Su madre ha hecho lo posible para que pudiera estudiar con Alfredo Casella y Carlo Zecchi (un alumno de Artur Schnabel) en Italia y con Nadia Boulanger en París. Ha estudiado igualmente con Artur Schnabel a partir de la edad de 15 años. Este no tenía la costumbre de tomar jóvenes alumnos, pero su hijo Karl Ulrich lo ha persuadido de hacerle una audición.
Cuando la oyó, la describió como "uno de los más grandes talentos que he encontrado nunca". Le pianiste Jean-François Dichamp qui a travaillé durant quatre ans avec Maria Curcio et a habité deux ans chez elle (à Londres) rapporte de nombreux détails sur sa vie</ref>
Cuando Schnabel estaba en gira, recibía lecciones de Fritz Busch.
Hizo su debut en Londres en 1939, pero al principio de la Segunda Guerra Mundial estaba en Ámsterdam, donde había seguido al secretario de Schnabel, Peter Diamand y donde toca frecuentemente.
Sin embargo, durante la ocupación alemana de los Países Bajos, a partir de 1940, cuando a los Judíos les han prohibido tocar en público, ha rechazado todas las ofertas para tocar en signo de protesta (a causa de que Diamand era judío). Diamand ha pasado algún tiempo en un campo de concentración neerlandés antes de escaparse. Han tenido que esconderse entonces de los nazis, en graneros y otros sitios ocultos con poco alimento.
Maria Curcio ha resultado víctima de la malnutrición y de la tuberculosis y no era capaz de andar correctamente y menos aún de tocar.
Su carrera de intérprete estaba pues terminada.
Se casó con Peter Diamand en 1948, pero ha tenido necesidad de varios años de terapia para poder recuperar el uso de sus piernas, de sus brazos y de sus dedos.
Wilhelm Furtwängler quería grabar con ella, pero en el momento en que murió en 1954, no había recuperado bastante fuerza para hacerlo.
Ha vuelto a tocar finalmente y ha colaborado con artistas tales como Benjamin Britten, Carlo Maria Giulini, Szymon Goldberg, Otto Klemperer, Josef Krips, Pierre Monteux y Elisabeth Schwarzkopf.
Ha dado su último concierto en 1963.
Se ha girado luego hacia la enseñanza y ha dado numerosas máster clases. Igualmente ha aconsejado a cantantes a instancias de Josef Krips, cuando era director de la Ópera de Países Bajos. En este mismo periodo, Peter Diamand había sido nombrado director del Festival de Edimburgo y se habían trasladado al Reino Unido.
Ha participado en el jurado del Concurso Internacional de Piano de Leeds en 1966 y en el del Concurso Internacional de Piano de Santander Paloma O'Shea en 1978.
Ha sido nombrada profesora invitada de la Royal Academy of Music
Ha tocado en privado con Sir Clifford Curzon, que la había presentado a Benjamin Britten, Peter Pears y su entorno en 1947,.
Ha tocado a menudo a cuatro manos con Britten.
Ella y su marido se divorciaron en 1971 después de que él tuviera una relación con Marlene Dietrich.
Ha pasado sus últimos años en Oporto, Portugal, donde murió en marzo de 2009, a la edad de 89 años.

## Medios de comunicación
BBC Scotland ha hecho dos películas sobre Maria Curcio en los años 1980 : Music in camera : Maria Curcio - Fulfilling a Legacy y Maria Curcio - Piano Teacher.
Un documental de su vida, Música más allá del sonido, ha sido realizado por su alumno Douglas Ashley en 1993. Ha escrito igualmente un libro del mismo nombre,.
Una emisión del programa de France Musique Mémoires retrouvées fue consagrada a Maria Curcio.

## Alumnos
- Pierre-Laurent Aimard
- Martha Argerich
- Douglas Ashley
- Thomas Bartlett
- Peter Bithell
- Michel Block
- Evelyne Brancart
- Angela Brownridge
- Myung-whun Chung
- Rae de Lisle
- Jean François Dichamp
- Simone Dinnerstein
- Barry Douglas
- Christopher Elton
- José Feghali
- Leon Fleisher
- Claude Frank
- Peter Frankl
- Franz Glazer
- Anthony Goldstone
- Suzanne Goyette
- Albert Guinovart
- Sam Haywood
- Jean-François Heisser
- Ian Hobson
- Niel Immelman
- Terence Judd
- Ángela Kim
- Vedat Kosal
- Dalia Lazar (su última alumna)
- Eric Le Sage
- Radu Lupu
- Tessa Nicholson
- Rafael Orozco
- Alfredo Perl
- Matti Raekallio
- Matthew Schellhorn
- Ignat Solzhenitsyn
- Yevgeny Sudbin
- Sergio Tiempo
- Hugh Tinney
- Geoffrey Tozer
- Mitsuko Uchida.
- Douglas Weeks
- Pierre Réach
- Jordi Camell